# Anerkennungsjahr
Das Anerkennungsjahr oder auch Berufsanerkennungsjahr oder auch Berufspraktikum ist die berufspraktische Tätigkeit, die Sozialarbeiter und Sozialpädagogen in einigen Bundesländern Deutschlands nach dem Studium absolvieren müssen, um die staatliche Anerkennung in ihrem Berufsstand zu erlangen. Weiterhin müssen viele Auszubildende aus pädagogischen und pflegenden Berufen (wie bspw. Erzieher) ein Anerkennungsjahr ableisten, um eine staatliche Anerkennung zu erhalten.

## Sinn und Zweck
Ein Student schließt ein Studium an einer Fachhochschule mit der Fachrichtung Soziale Arbeit in der Regel mit einem Bachelor ab. Die Berufsbezeichnung des Absolventen lautet dann Sozialarbeiter B.A.
Um als Sozialarbeiter im öffentlichen Dienst arbeiten zu können, muss der Sozialarbeiter staatlich anerkannt werden. Die staatliche Anerkennung wird in einigen Bundesländern direkt mit dem Abschluss des Studiums erreicht. Zusätzlich zu dem Bachelorzeugnis bekommt der Absolvent ein Zeugnis über den Erhalt der staatlichen Anerkennung ausgehändigt.
In einigen Bundesländern (z. B. Niedersachsen) bekommen die Absolventen ihre staatliche Anerkennung erst nach einer berufspraktischen Tätigkeit ausgehändigt.

## Voraussetzung für die Praxisstelle
Der Berufspraktikant kann sein Anerkennungsjahr in jeder Institution ableisten, in der Sozialarbeiter arbeiten. Der Anleiter des Berufspraktikanten muss ein staatlich anerkannter Sozialarbeiter sein.

## Ablauf des Anerkennungsjahrs
Der Berufspraktikant bewirbt sich bei einer Institution um eine Stelle im Anerkennungsjahr. Mit der Praxisstelle wird ein Ausbildungsvertrag geschlossen, in dem die Ziele der berufspraktischen Ausbildung festgelegt werden. Der Berufspraktikant im Anerkennungsjahr legt den Ausbildungsvertrag der Stelle vor, die die staatliche Anerkennung ausspricht (in Niedersachsen die Fachhochschule).

## Dauer des Anerkennungsjahres
Normalerweise dauert das Anerkennungsjahr ein Jahr. Mit der Umstellung auf den Bachelorabschluss haben die Absolventen die Möglichkeit, das Anerkennungsjahr auf sechs Monate zu verkürzen. Von dieser Regelung wird sehr unterschiedlich Gebrauch gemacht; viele Praxisstellen erwarten von ihren Berufspraktikanten ein volles Jahr Arbeit, damit eine Vergütung gezahlt wird.
Innerhalb des Anerkennungsjahres besucht der Berufspraktikant neben der berufspraktischen Tätigkeit vereinzelte begleitende Lehrveranstaltungen an der Fachhochschule und fertigt über die Zeit des Berufspraktikums einen Praktikumsbericht an. Am Ende der berufspraktischen Tätigkeit muss der Berufspraktikant an der Fachhochschule eine mündliche Prüfung über das Berufspraktikum ablegen. Besteht der Berufspraktikant diese, wird ihm die staatliche Anerkennung verliehen.

## Vergütung im Anerkennungsjahr
Der Berufspraktikant hat während des Anerkennungsjahres Anspruch auf Vergütung. Die Höhe der Vergütung liegt bei etwa 66 % des normalen Sozialarbeitergehaltes (netto). In Bundesländern, in denen kein Anerkennungsjahr für die staatliche Anerkennung benötigt wird, wird häufig keine Vergütung für das Praktikum gezahlt. In anderen Bundesländern wie z. B. Niedersachsen ist die angemessene Vergütung jedoch Pflicht. Viele Hochschulen nehmen die Betreuung von Berufspraktikantinnen nicht an, sollten diese eine zu geringe Vergütung erhalten. Laut der Tarifgemeinschaft deutscher Länder beträgt die Vergütung für das Anerkennungsjahr derzeit 1.623,54 Euro.

## Name „Praktikum“
Das Anerkennungsjahr wird auch als Praktikum bezeichnet. Dies stammt daher, dass das Anerkennungsjahr als Teil der praktischen Ausbildung gesehen wird. Der Berufspraktikant ist jedoch vollwertiger Akademiker mit abgeschlossenem Studium und hat nun die Möglichkeit, seine erlernten Kenntnisse unter Anleitung auszuprobieren. Ein Berufspraktikant im Anerkennungsjahr ist daher auf keinen Fall mit einem Praktikanten ohne Studienabschluss vergleichbar, daher auch der relativ hohe Vergütungsanspruch.

## Tarifvertrag
Für Beschäftigte, die ihr Berufspraktikum im öffentlichen Dienst ableisten, gilt der Tarifvertrag für Praktikantinnen/
Praktikanten des öffentlichen Dienstes (TVPöD), zuletzt geändert am 1. März 2015. Er enthält auch Angaben zur Höhe des Praktikumsentgeltes.